# Oldham
Oldham je město a metropolitní distrikt v regionu Severozápadní Anglie spadající pod metropolitní hrabství Velký Manchester.

## Charakteristika města
Oldham leží uprostřed Pennin na vyvýšeném prostranství mezi řekami Irk a Medlock asi 11 km severovýchodně od centra Manchesteru a 8 km jihovýchodně od Rochdale. Je obklopeno několika menšími sídly, se kterými společně tvoří stejnojmenný metropolitní distrikt. Historicky patří do hrabství Lancashire.
Město bylo během průmyslové revoluce a v letech následujících významným centrem textilního průmyslu v Anglii.

## Historie
Oblast byla osídlena již v mladší době kamenné, o čemž svědčí nálezy pazourkových hlav šípů. O osídlení v době římské nadvlády svědčí nález pozůstatků silnic z oněch dob. Existence samotného sídla se datuje k roku 865, kdy dánští dobyvatelé založili osadu jménem Aldehulme. Od doby založení až do průmyslové revoluce však budoucí město bylo jen nesourodým shlukem drobných a nevýznamných osad.
Jak bylo naznačeno, průmyslová revoluce obraz města zcela změnila a Oldham se kolem roku 1756 stal centrem kloboučnictví v celé Anglii. Celkově však jeho role ve srovnání s okolními městy nebyla tak výrazná, hlavně kvůli nepříznivým přírodním podmínkám. V pozdějších letech však i zde docházelo k masivní industrializaci, příčinou byla hlavně výhodná poloha města mezi Manchesterem a jihozápadním Yorkshirem.
V průběhu 20. století docházelo, podobně jako okolních městech, k postupnému utlumování průmyslové výroby. Dnes už je Oldham typickým sídelním městem Manchesteru, kam většina obyvatel dojíždí do zaměstnání.

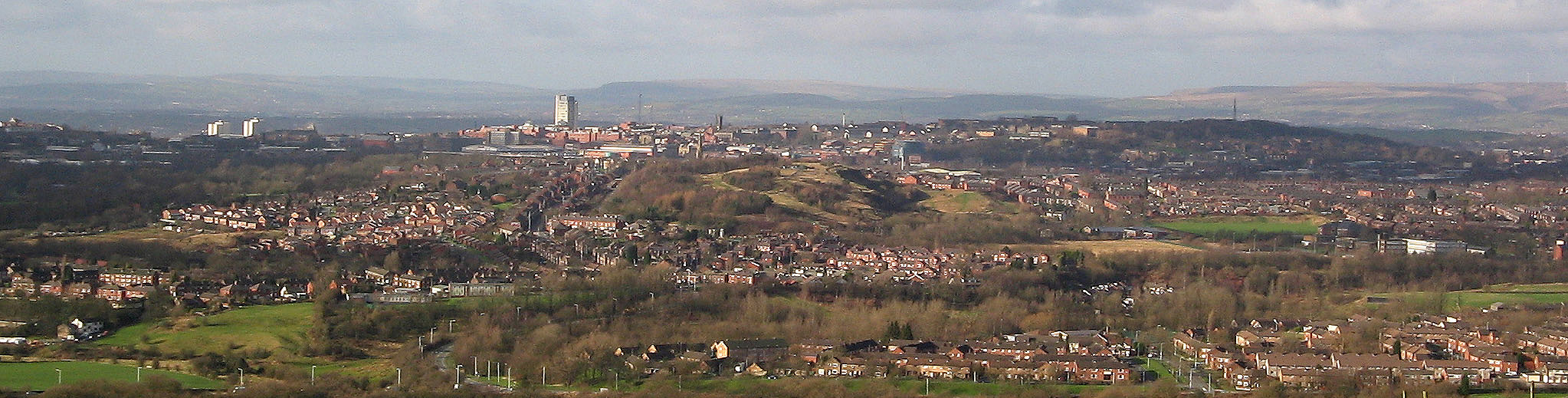
Panoramatický pohled na město.

## Doprava
Městem prochází tramvajová trať systému Metrolink, který spojuje centrum Manchesteru s okolními městy v oblasti Velkého Manchesteru. Město je dále obsluhováno autobusovou a vlakovou dopravou a v jeho blízkosti vede dálnice M62.

## Sport
Ve městě sídlí fotbalový klub Oldham Athletic AFC, hrající své zápasy na stadionu Boundary Park. Klub byl založen v roce 1895 a v současnosti hraje League One, která je třetí nejvyšší fotbalovou soutěží v Anglii.

## Fotogalerie

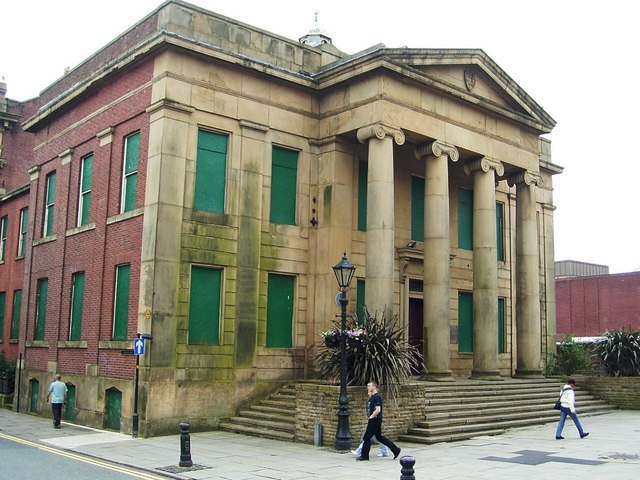
Bývalá radnice v Oldhamu, postavená v roce 1841.
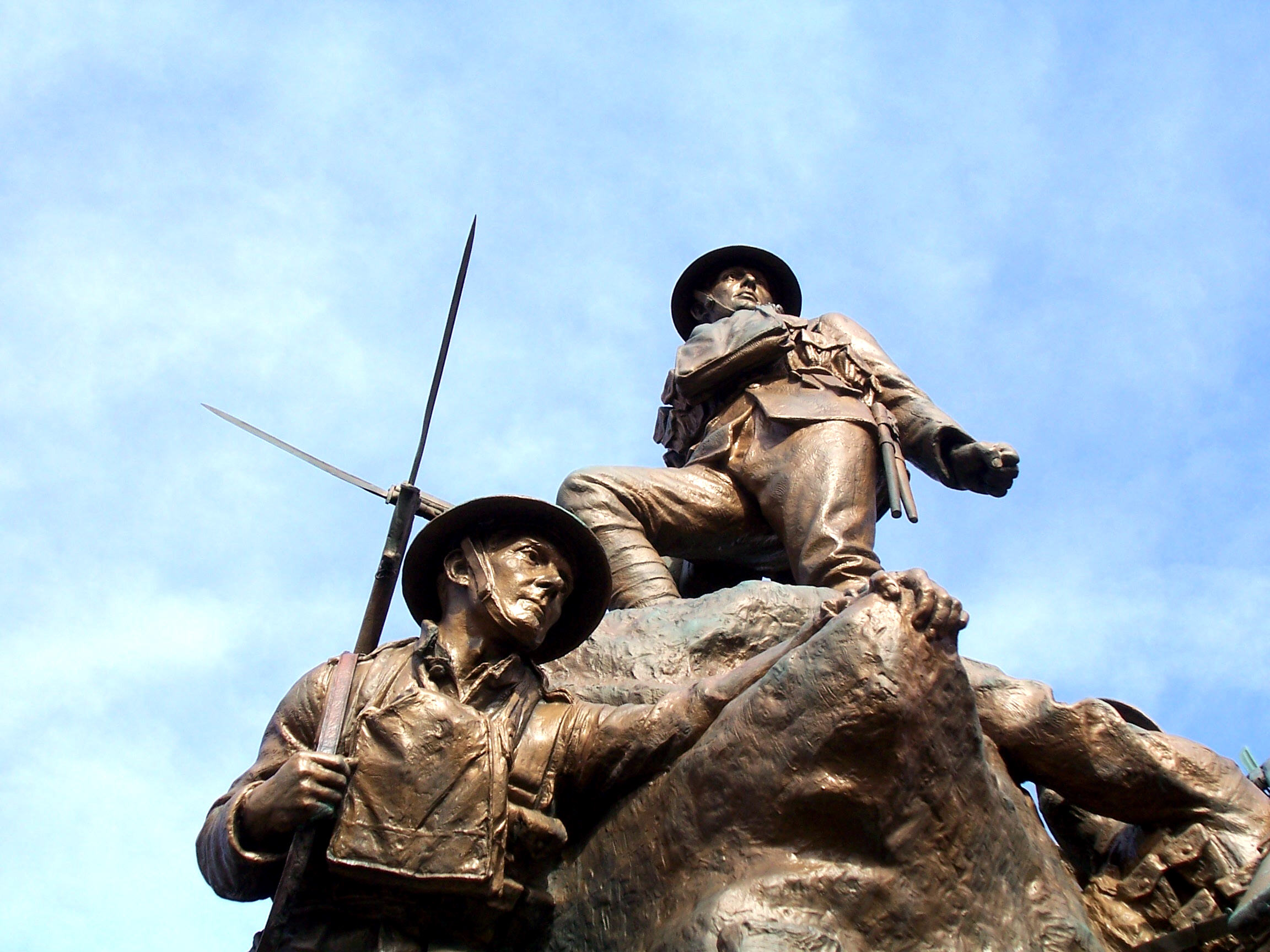
Památník hrdinům první světové války, odhalený v roce 1919.
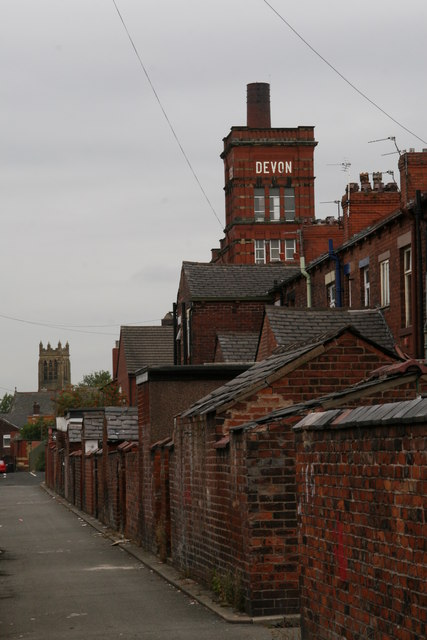
Typická zástavba v Oldhamu, přádelny a řadové domy.